# Chuột Brattleboro
Chuột Brattleboro là một chủng dòng chuột thí nghiệm có nguồn gốc từ một lứa chuột được sinh ra ở West Brattleboro, Vermont vào năm 1961 mà với những đặc tính là không có khả năng sản xuất hormone vasopressin, giúp kiểm soát chức năng thận. Việc thiếu vasopressin của chuột là kết quả của đột biến gen xảy ra tự nhiên. Chuột Brattleboro là tiền thân xuất hiện sớm và tự nhiên của chuột knockout. Chúng hiện là sinh vật mô hình trong thí nghiệm về tiểu đường.

## Thí nghiệm
Những con chuột đang được nuôi để sử dụng trong phòng thí nghiệm bởi Tiến sĩ Henry Schroeder và kỹ thuật viên Tim Vinton, người đã nhận thấy rằng 17 con đã uống nước và đi tiểu quá mức. Các nhà nghiên cứu xác định rằng những con chuột đã thất bại trong việc sản xuất vasopressin, một loại hormone chống bài niệu và họ đã cho những con chuột này đến Trường Đại học Y khoa Dartmouth (DMS). Các nhà nghiên cứu ở đó xác định rằng những con chuột có đột biến gen quy định việc sản xuất ra vasopressin. Các nhà nghiên cứu DMS đã nhân giống chuột để phân phối cho các nhà khoa học trên thế giới sử dụng để kiểm tra vai trò có thể có của vasopressin trong bất kỳ chức năng sinh học nào.
Một thí nghiệm về bác sĩ nghiên cứu những ảnh hưởng của việc cho beta glucan vào chuột Brattleboro bị bệnh tiểu đường nhóm 1 (IDDM). Chất này ức chế bệnh tiểu đường loại 1 và 2 (mellitus and insulinitis) và cũng làm tăng lượng bạch huyết cầu trong máu của chúng. Thí nghiệm này tạo điều kiện để bác sĩ để nghiên cứu trên người với bệnh tiểu đường và rối loạn đường máu khác, việc sử dụng beta glucan làm chuột ăn ít hơn. Sau đó, các bác sĩ một lần nữa tiến hành nghiên cứu trên chuột về bệnh tiểu đường và tiểu đường nhóm 2 (insulinitis). Tỷ lệ bệnh tiểu đường đã giảm từ 43,3% xuống còn 6,7% chỉ đơn giản bằng cách cho chuột uống beta glucan nấm (Lentinus edodes) mà không điều trị gì khác. Những dữ liệu này chỉ ra rằng có thể điều chỉnh các nhân tố thúc đẩy miễn dịch (immunopotentiators) định hướng cơ chế tự miễn dịch tập trung vào vùng tụy và ức chế sự phát triển của bệnh tiểu đường ở chuột Brattleboro.